# Município de Olive (condado de Noble, Ohio)
O município de Olive (em inglês: Olive Township) é um município localizado no condado de Noble no estado estadounidense de Ohio. No ano de 2010 tinha uma população de 5.852 habitantes e uma densidade populacional de 81,48 pessoas por km².

## Geografia
O município de Olive encontra-se localizado nas coordenadas 39° 42′ 15″ N, 81° 31′ 09″ O. Segundo o Departamento do Censo dos Estados Unidos, o município tem uma superfície total de 71.82 km², da qual 71.34 km² correspondem a terra firme e (0.67%) 0.48 km² é água.

## Demografia
Segundo o censo de 2010, tinha 5.852 habitantes residindo no município de Olive. A densidade populacional era de 81,48 hab./km². Dos 5.852 habitantes, o município de Olive estava composto pelo 92.74% brancos, o 6.12% eram afroamericanos, o 0.27% eram amerindios, o 0.05% eram asiáticos, o 0.03% eram insulares do Pacífico, o 0.14% eram de outras raças e o 0.65% pertenciam a dois ou mais raças. Do total da população o 0.26% eram hispanos ou latinos de qualquer raça.